# El Almendro (Nicaragua)
El Almendro es un municipio del departamento de Río San Juan en la República de Nicaragua.

## Geografía
El término municipal limita al norte con los municipios de Acoyapa y El Coral, al sur con el municipio de San Miguelito, al este con el de Nueva Guinea y al este con el municipio de Morrito. La cabecera municipal está ubicada a 282 kilómetros de la capital de Managua.
Entre los lluviosos bosques del municipio de El Almendro, nace el caudaloso río Tepenaguasapa, con un curso de 62 km de longitud y 1220 km² de cuenca, sus principales afluentes son: Palos Ralos, Paso Hondo, El Jícaro, Kiway, Caño Blanco, El Garabato, Caño Negro, Zapotal y Corocito.

## Historia
El territorio fue puerto de montaña en los primeros siglos de la dominación española, penetraban por la corriente del río Tepenaguasapa para llegar al Gran Lago de Nicaragua. En 1709, expedicionarios zambos y misquitos capturaron el barco colonial "Champán del rey" en las propias aguas del lago. El poblado fue fundado en el año 1892, por los huleros (buscadores de caucho) y raicilleros. Fue elevado a la categoría de municipio el 4 de julio de 1974, como desmembración de las tierras del municipio de Morrito.
Para el año 1990 el municipio fue seleccionado como zona de enclave para el desarme de los combatientes de la Resistencia Nicaragüense, producto del fin de la guerra de la década de los años 1980. En el poblado de El Almendro fueron ubicados desmovilizados y sus familiares beneficiándolos con parcelas de una dimensión promedio de 50 manzanas. Esto fue enmarcado dentro del proceso de reinserción y reconciliación.

## Demografía
El Almendro tiene una población actual de 15,242 habitantes. De la población total, el 52.3% son hombres y el 47.7% son mujeres. Casi el 25% de la población vive en la zona urbana.

## Naturaleza y clima
El municipio posee dos tipos de clima: sabana tropical y monzónico tropical, con 25 °C de temperatura cálida en todo el año y una larga estación lluviosa que varía de 6 a 12 meses del año, con precipitaciones que oscilan entre los 2000 y 2400 mm.
Los suelos del municipio por lo general son pobres aunque representan un potencial para la producción de pastos y cultivos perennes o especiales, es una zona rica en recursos hídricos.

## Localidades
Existen un total de 32 comunidades: El Almendro (la cabecera), El Silencio, Talolinga, Nisperal, Montes Verdes, La Frescura, El Peligro, Maderas, El Jengibre, Aguas Buenas, Los Monos, Las Bellezas, Caño Blanco, La Ceiba, El Chilamate, El Zapotal, Las Vegas, Las Tranqueras, Villa Álvarez, La Flor, El Triunfo, Caracito, Veracruz, Los Mollejones, El Rubí, Lagunas, Las Latas, El Aparejo, El Garabato, La Cruz, Mantequilla, El Salto y Espino Blanco.

## Economía
Anteriormente fue un municipio rico en recursos naturales como el hule (caucho) y la raicilla, productos explotables e importantes dentro de la economía de la región. Las selvas de las cuencas de estos ríos dan paso a la explotación agrícola y maderera de la zona, este recurso natural representa condiciones favorables para ejecutar proyectos para la generación de energía hídrica. En los últimos tiempos las principales actividades económicas han sido, la ganadería y la agricultura, esta última más que todo para el autoconsumo, en los años 60 tomó auge la ganadería al extremo que es la actividad que predomina en el municipio.

## Cultura
Tradicionalmente las fiestas patronales se celebran el 25 de abril, en honor a San José Obrero, normalmente estas fiestas son de 4 a 5 días de regocijo los que son aprovechados por los habitantes de la población y visitantes de otros pueblos para disfrutar de actividades que incluye: tardes taurinas, palo lucio, carreras de cintas cuyo objetivo es elegir a la reina de ellas, desfile hípico, fiestas bailables siendo de mayor importancia la coronación de la reina de las Fiestas.